# Granada Noir
Granada Noir son unas jornadas del género negro en todas sus vertientes -cómic, novela y cine-, enmarcadas dentro de las Semanas Negras de España, convocadas en el municipio de Granada (España) durante la primera semana del mes de octubre de la convocatoria correspondiente.

## Programa
El evento consta de multitud de actividades de todos los tipos y varios ejes temáticos relacionados con el género negro.

## Actividades
Consisten en un amplio evento cultural con mesas redondas y de debate, presentación de libros, clubes de lectura y encuentros con los autores invitados.